# Cratere Peck
Peck  è un cratere sulla superficie di Venere. Deve il proprio nome ad Annie Smith Peck, alpinista e suffragetta statunitense.